# Barrow (Cheshire)
Pour les articles homonymes, voir Barrow.
Barrow est une paroisse civile et un village du Cheshire, en Angleterre.